# Cécile Cordon
Cécile Cordon, auch Waltraud Cécile Cordon, (* 1. September 1939 in Graz; † 11. Februar 2023 in Wien) war eine österreichische Politikerin (Grüne), Schauspielerin und Autorin. Von April 2001 bis November 2005 war sie Abgeordnete zum Wiener Landtag und Mitglied des Wiener Gemeinderates. Sie war Obfrau eines gemeinnützigen Vereins für soziale und kulturelle Projekte in Osteuropa, den sie im Mai 2004 gründete. Als Autorin veröffentlichte sie zahlreiche Bücher und Texte in Literaturzeitschriften.

## Leben
Cécile Cordon übersiedelte 1961 in die BRD und hatte Engagements als Schauspielerin an verschiedenen deutschen Theatern. Darüber hinaus war sie als Lehrerin für Sprechtechnik an Münchner Schauspielschulen tätig. Im Jahr 1975 kehrte sie nach Österreich zurück und arbeitete als Schauspielerin für Film, Fernsehen und Theater. Sie führte Regie von „Damen-Wahl“ im Rahmen der Wiener Festwochen (1986) und ein Jahr später von Edna O’Briens „Virginia“, das sie auch produzierte.
Cécile Cordon war Bezirksrätin in Leopoldstadt von 1991 bis 2001, anschließend Abgeordnete zum Wiener Landtag und Mitglied des Wiener Gemeinderats bis 2005. 2002–2005 war sie auch Sprecherin der Grünen SeniorInnen.
Ihr soziales Engagement umfasste die Gründung des gemeinnützigen Vereines Confinis für soziale und kulturelle Projekte in Osteuropa, ein Zentrum für Kinder von drogensüchtigen und/oder HIV-positiven Eltern, sowie ein Hilfsprojekt für Kinder mit Behinderungen in Moldawien.

## Werke
- Das Buch der Ränder, Roma Lyrik aus Ungarn. Bearbeitung der deutschsprachigen Übersetzung. Wieser Verlag, Klagenfurt 1997
- Das Riesenrad hat alle entzückt: die wechselvolle Geschichte des Wiener Wahrzeichens. Mandelbaum Verlag, Wien 1997
- An der Zeiten Ränder: Czernowitz und die Bukowina; Geschichte, Literatur, Verfolgung, Exil; Hrsg.: Theodor-Kramer-Gesellschaft, Wien 2002
- Das Riesenrad – ein Wiener Wahrzeichen. Beitrag in „Memoria Austriae II“ zusammen mit Siglinde Bolbecher, 2005
- Fremde Nähe. In: Ausgewählte Werke XV, Bibliothek deutschsprachiger Gedichte, Realis Verlag, Gräfelfing 2012
- Ich weiß, was ich wert bin: eine Frau im Widerstand: Irma Trksak. Mandelbaum Verlag, Wien 2017
- Zwischen Hölderlin und Hitler. Die Schriftstellerin Imma Bodmershof und ihre Zeit (1895–1982). Eudora-Verlag, Leipzig 2020

## Auszeichnungen
- Goldener Calafatti für Verdienste um den Wurstelprater (2005)[5]
- Goldenes Ehrenzeichen für Verdienste um das Land Wien (2009)[2]